# 스즈키 준노스케
스즈키 준노스케(일본어: 鈴木 淳之介, 2003년 7월 12일~)는 일본의 축구 선수이다.

## 구단 경력
2022년 J1리그의 쇼난 벨마레에 입단하였다.

## 국가대표팀 경력
그는 2025년 FIFA 월드컵 예선에 참가할 일본 국가대표팀에 발탁되었으며, 6월 10일 인도네시아와의 경기에서 데뷔했다.